# Toxocarpus wightianus
Toxocarpus wightianus är en oleanderväxtart som beskrevs av William Jackson Hooker och Arnott. Toxocarpus wightianus ingår i släktet Toxocarpus och familjen oleanderväxter. Inga underarter finns listade i Catalogue of Life.